# Polyscias obtusifolia
Polyscias obtusifolia är en araliaväxtart som beskrevs av David Frodin. Polyscias obtusifolia ingår i släktet Polyscias och familjen Araliaceae. Inga underarter finns listade.